# Каменносарминский сельсовет
Каменносарминский сельсовет — муниципальное образование в Бузулукском районе Оренбургской области.
Административный центр — село Каменная Сарма.

## Административное устройство
В состав сельского поселения входят 3 населённых пункта:
- село Каменная Сарма,
- село Никифоровка,
- посёлок Никифоровское Лесничество.

## Достопримечательности
- Лесокультурный памятник природы «Сарминские сосны».
- Лесокультурный памятник природы «Сосновый бор М. Г. Цапкина».